# Dennery Island
Dennery Island (wohl fälschlich auch: Scorpion Island) ist eine kleine Insel vor der Ostküste des Inselstaates St. Lucia.

## Geographie
Die unbewohnte Insel liegt in der Dennery Bay nur etwa 150 m vor der Mole des Ortes Dennery. Die Insel erstreckt sich von Norden nach Südosten und besteht aus einem größeren, ovalen Landstück im Norden und einem Fischschwanz-ähnlichen südlichen Teil, die durch einen schmalen Damm verbunden sind. Südöstlich des Ufers steht noch ein weiterer Felsen im Wasser.
Auf der Insel gibt es mehrere Steilstellen und einen spärlichen Baumbestand.